# Seven Femenino de Dubái 2011
El Seven Femenino de Dubái de 2011 fue la primera edición del torneo de rugby 7, fue el primer torneo de la Women's Sevens Challenge Cup 2011-12.
Se desarrolló en el The Sevens Stadium de la ciudad de Dubái, Emiratos Árabes Unidos.

## Fase de grupos

### Grupo A
| Equipo    | Encuentros | Encuentros | Encuentros | Encuentros | Tantos  | Tantos    | Tantos     | Puntos |
| Equipo    | jugados    | ganados    | empatados  | perdidos   | a favor | en contra | diferencia | Puntos |
| --------- | ---------- | ---------- | ---------- | ---------- | ------- | --------- | ---------- | ------ |
| Canadá    | 3          | 3          | 0          | 0          | 64      | 21        | +43        | 9      |
| Australia | 3          | 2          | 0          | 1          | 59      | 19        | +40        | 7      |
| España    | 3          | 1          | 0          | 2          | 36      | 31        | +5         | 5      |
| Brasil    | 3          | 0          | 0          | 3          | 0       | 88        | –88        | 3      |

### Grupo B
| Equipo         | Encuentros | Encuentros | Encuentros | Encuentros | Tantos  | Tantos    | Tantos     | Puntos |
| Equipo         | jugados    | ganados    | empatados  | perdidos   | a favor | en contra | diferencia | Puntos |
| -------------- | ---------- | ---------- | ---------- | ---------- | ------- | --------- | ---------- | ------ |
| Inglaterra     | 3          | 3          | 0          | 0          | 79      | 34        | +35        | 9      |
| Estados Unidos | 3          | 2          | 0          | 1          | 36      | 48        | -12        | 7      |
| Sudáfrica      | 3          | 1          | 0          | 2          | 57      | 58        | –1         | 5      |
| China          | 3          | 0          | 0          | 3          | 36      | 68        | –32        | 3      |

## Fase Final

### 5° puesto
|  | Semifinal | Semifinal | Semifinal |        |           | 5° puesto | 5° puesto | 5° puesto |  |
|  |           |           |           |        |           |           |           |           |  |
|  |           |           |           |        |           |           |           |           |  |
|  | Sudáfrica | Sudáfrica | 19        |        |           |           |           |           |  |
|  | Sudáfrica | Sudáfrica | 19        |        |           |           |           |           |  |
|  | Brasil    | Brasil    | 5         |        |           |           |           |           |  |
|  | Brasil    | Brasil    | 5         |        | Sudáfrica | Sudáfrica | 0         |           |  |
|  |           |           |           |        | Sudáfrica | Sudáfrica | 0         |           |  |
|  |           |           | España    | España | 28        |           |           |           |  |
|  | China     | China     | España    | España | 28        | 14        |           |           |  |
|  | China     | China     |           |        |           | 14        |           |           |  |
|  | España    | España    | 22        |        |           | 7° puesto | 7° puesto | 7° puesto |  |
|  | España    | España    | 22        |        |           | 7° puesto | 7° puesto | 7° puesto |  |
|  |           |           |           |        |           |           |           |           |  |
|  |           |           |           |        |           | Brasil    | Brasil    | 14        |  |
|  |           |           |           |        |           | Brasil    | Brasil    | 14        |  |
|  |           |           |           |        |           | China     | China     | 17        |  |
|  |           |           |           |        |           | China     | China     | 17        |  |
|  |           |           |           |        |           |           |           |           |  |

### Copa de oro
|  | Semifinal      | Semifinal      | Semifinal |        |            | Final          | Final          | Final        |  |
|  |                |                |           |        |            |                |                |              |  |
|  |                |                |           |        |            |                |                |              |  |
|  | Inglaterra     | Inglaterra     | 12        |        |            |                |                |              |  |
|  | Inglaterra     | Inglaterra     | 12        |        |            |                |                |              |  |
|  | Australia      | Australia      | 10        |        |            |                |                |              |  |
|  | Australia      | Australia      | 10        |        | Inglaterra | Inglaterra     | 7              |              |  |
|  |                |                |           |        | Inglaterra | Inglaterra     | 7              |              |  |
|  |                |                | Canadá    | Canadá | 26         |                |                |              |  |
|  | Estados Unidos | Estados Unidos | Canadá    | Canadá | 26         | 0              |                |              |  |
|  | Estados Unidos | Estados Unidos |           |        |            | 0              |                |              |  |
|  | Canadá         | Canadá         | 36        |        |            | Tercer lugar   | Tercer lugar   | Tercer lugar |  |
|  | Canadá         | Canadá         | 36        |        |            | Tercer lugar   | Tercer lugar   | Tercer lugar |  |
|  |                |                |           |        |            |                |                |              |  |
|  |                |                |           |        |            | Estados Unidos | Estados Unidos | 5            |  |
|  |                |                |           |        |            | Estados Unidos | Estados Unidos | 5            |  |
|  |                |                |           |        |            | Australia      | Australia      | 22           |  |
|  |                |                |           |        |            | Australia      | Australia      | 22           |  |
|  |                |                |           |        |            |                |                |              |  |

| Bandera de Canadá      |
| Campeón Canadá         |
| 1º título del circuito |